# پیسمیس ۲۴–۱
پیسمیس ۲۴–۱ یا اچ دی ای ۳۱۹۷۱۸ بخشی از یک خوشه ستاره‌ای باز در سحابی ان جی سی ۶۳۵۷ است. این ستاره یکی از پرجرم‌ترین ستارگان شناخته شده است.

## نگارخانه

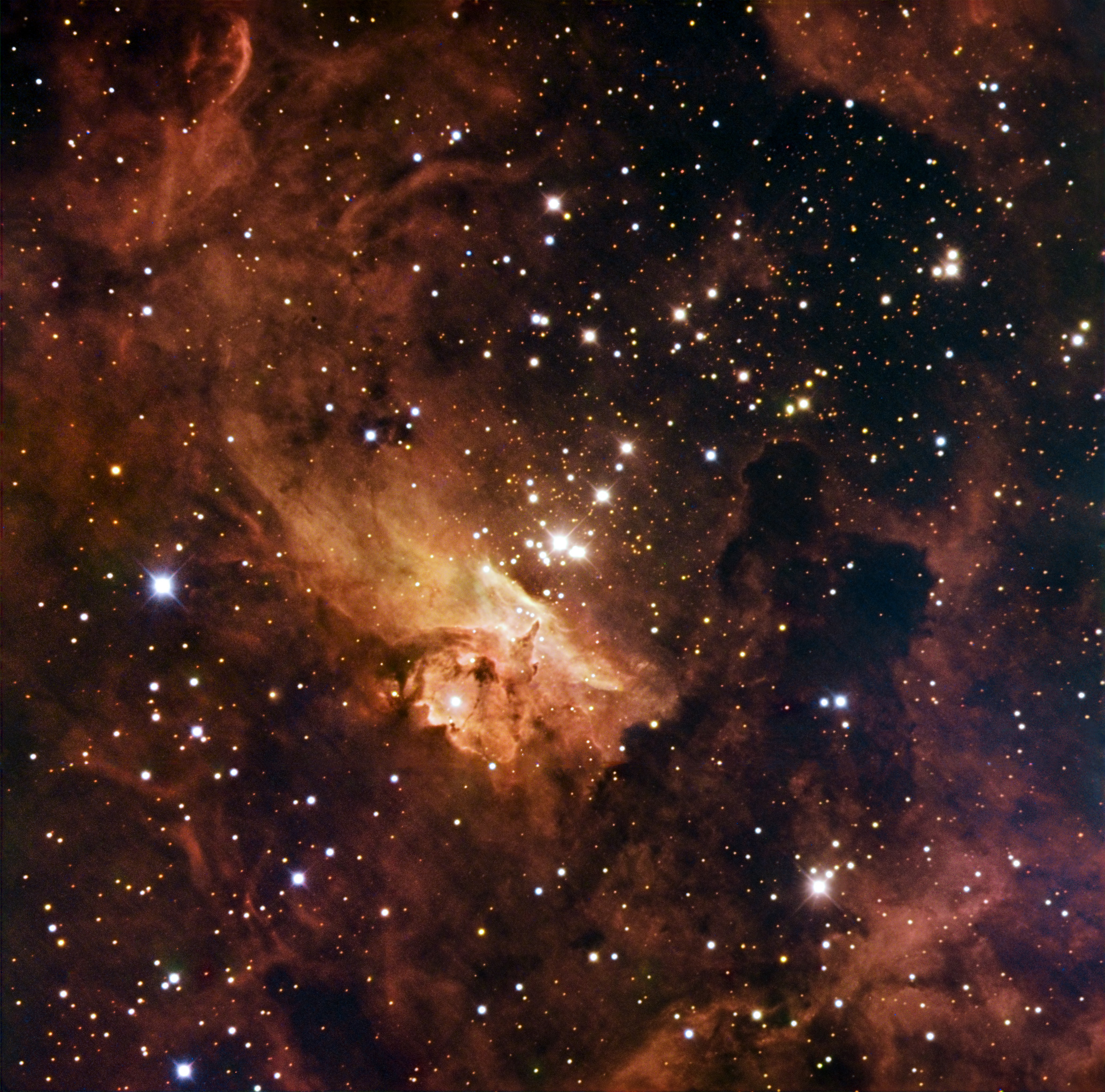